# Петронелла Лотарингская
Петронелла Лотарингская (также Петронилла и Петронила; 1082, Влардинген, Южная Голландия — 23 мая 1144, Рейнсбургское аббатство) — графиня Голландии как супруга графа Флориса II. Регент Голландии в 1121—1129 годах во время малолетства сына Дирка VI. Дочь герцога Лотарингии Тьерри II и его первой супруги Гедвиги Формбахской.

## Биография
При рождении ей было дано имя Гертруда Лотарингская, в честь бабки по материнской линии; она взяла имя Петронелла после своего замужества в 1100 году. Её мужем был граф Голландии Флорис II. У них было четверо детей:
- Дирк VI (ок. 1110 — 6 августа 1157), граф Голландии с 1121 года
- Флорис Чёрный (ок. 1115 — 26 октября 1132), оспаривал у брата власть над графством
- Симон, каноник в Утрехте
- Гедвига (ум. 1132), монахиня аббатства Рийнсбург

В 1121 году, после ранней смерти супруга, она стала регентом на их сына Дирка VI. Она была амбициозным и доминирующим регентом, правившей «сильной рукой». В 1123—1125 годах она оказывала военную поддержку своему брату Лотарю в его войне против императора Генриха V. После того, как граф Фландрии Бодуэн VII умер без наследников, она поддержала желание сына стать графом Фландрии во время фламандской войны за наследство 1127 года, но Бодуэну в конце концов наследовал Карл I.
Её мандат в качестве регента формально истёк, когда её сын достиг совершеннолетия в 1129 году, но согласно хронике её современника Эгмонда, она оставалась де-факто регентом до 1133 года. В борьбе за власть между Дирком и его младшим братом Флорисом Чёрным в 1129—1131 годах она сначала поддержала Флориса, однако в 1131 году она изменила решение и больше его не поддерживала.
Петронелла основала Рейнсбургское аббатство в 1133 году, куда позже удалилась и провела там остаток своей жизни. В 1144 году она умерла в аббатстве и была там похоронена.